# Kournikova (singolo)
Kournikova è un singolo del rapper italiano Rosa Chemical pubblicato il 12 novembre 2018.

## Tracce
1. Kournikova – 1:40